# José Joaquín Martínez Sieso
José Joaquín Martínez Sieso (Bilbao, Biscaia, 13 d'abril de 1956) va ser el sisè president de la comunitat autònoma de Cantàbria i el primer nascut fora del seu territori. És membre del Partit Popular.

## Biografia
Va néixer a Bilbao el 13 d'abril de 1956, encara que uns dies més tard va ser portat al municipi càntabre de Limpias.
Es va llicenciar en Dret per la Universitat de Deusto i MBA per l'Institut d'empresa de Madrid. Durant el V Congrés Regional del Partit Popular de Cantàbria, celebrat l'any 1995 va ser triat membre de l'executiva del partit.
En les eleccions autonòmiques del mateix any, va obtenir una majoria simple amb 13 diputats. Amb el suport del PRC, Joaquín Martínez Sieso fou investit president de Cantàbria. D'aquesta forma assumia tasca d'emprendre govern en minoria (13 del PP més 6 del PRC), doncs es necessitaven 20 escons per governar en majoria. Joaquín Martínez Sieso va preferir pactar amb els regionalistes que amb la UPCA de Juan Hormaechea.
En les eleccions autonòmiques del 13 de juny de 1999 fou reelegit president del Govern de Cantàbria de nou amb el suport del PRC, doncs li feia a falta per governar en majoria. En les eleccions autonòmiques del 25 de maig de 2003 es torna a presentar com a candidat del Partit Popular. De nou no aconsegueix la majoria absoluta de la càmera. El PRC en aquesta ocasió presta el seu suport al PSC-PSOE i deixa fora del Govern de Cantàbria al Partit Popular. En les eleccions autonòmiques de 2007 Joaquín Martínez Sieso ja no va ser el candidat del partit, el seu lloc va ser ocupat per Ignacio Diego, que tampoc va aconseguir governar, ja que regionalistes (PRC) i socialistes (PSC-PSOE) van revalidar el pacte.
Entre 2004 i 2011 és diputat per Cantàbria al Congrés dels Diputats.
Des de 2011 i després de la victòria per majoria absoluta del PP en les eleccions autonòmiques fou nomenat President de l'Autoritat Portuària de Santander.